# Raheem Mostert
(en) Statistiques sur pro-football-reference
Dominque Raheem Mostert, né le 9 avril 1992 à Daytona Beach, en Floride, est un sportif professionnel américain de football américain jouant au poste de running back  dans la National Football League (NFL) depuis la saison 2015 et pour les Raiders de Las Vegas depuis 2025.
Au niveau universitaire, il a joué pendant quatre saisons dans la NCAA Division I FBS pour les Boilermakers de l'université Purdue. Non sélectionné lors de la draft 2015, il est néanmoins engagé par la franchise des Eagles de Philadelphie mais n'y intégrant pas l'effectif principal, il rejoint l'équipe d'entraînement des Dolphins de Miami, puis effectue des passages sans convaincre chez les Ravens de Baltimore et les Browns de Cleveland en 2015 pui chez les Jets de New York et les Bears de Chicago en 2016. Finalement recruté par les 49ers de San Francisco en fin de saison 2016, il y reste jusqu'en fin de saison 2021 avant de retourner chez les Dolphins jusqu'en 2024.
Devenu agent libre, il est engagé par les Raiders de Las Vegas en mars 2025

## Biographie

### Jeunesse
Mostert fréquente le lycée de New Smyrna Beach en Floride, où il pratique le football américain et participe à des compétitions d'athlétisme.
Lors de son année senior, Mostert inscrit neuf touchdowns à la suite de 8 retours de kickoff et un retour de punt. Il effectue également 39 réceptions pour un gain de 723 yards (moyenne de 18,5 yards) et quatre autres touchdowns. Il compte également 81 plaquages en défense. Participant au Central Florida All-Star Game 2010, Mostert en est désigné le MVP après y avoir effectué trois réceptions pour un gain total de presque 100 yards et un retour de kickoff de 94 yards conclu en touchdown,. Il participe également au match opposant les sélections de Floride du nord et du sud.
En athlétisme, il était un sprinter, un coureur de haies et un sauteur exceptionnel. Il remporte le titre du 300 mètres haies de la FHSAA 3A District 6 en 2010. Lors de la finale d'État en plein air FHSAA 3A de 2011, il termine premier au 100 mètres, avec un temps de 10,68 secondes, et s'est classé quatrième au 300 mètres haies, avec un record personnel de 37,95 secondes.
Mostert se lie avec l'université Purdue le 14 janvier 2011 après avoir reçu également des offres des universités de l'Indiana, Marshall et Illinois, de la Navy, de Rutgers, Miami, Southern Mississippi, Central Florida et Wake Forest,.

### Carrière universitaire
Mostert joue pour les Boilermakers de l'université Purdue de 2011 à 2014 au sein de la NCAA Division I FBS.
Au cours de sa première saison, il établit un nouveau record de son université en gagnant une moyenne de 33,5 yards par retour de kickoff, couronné par un touchdown inscrit à la suite d'un retour de 99 yards lors du Little Caesars Pizza Bowl 2011. Il termine la saison avec sept retours d'au moins 39 yards, dont un de 81 yards contre les Hoosiers de l'Indiana et un de 74 yards contre les Badgers du Wisconsin. Lors de ce match, avec 206 yards gagnés en cinq retours de kickoff, il bat les records vieux de 42 ans de son université du plus grand nombre de yards gagnés en retour de kickoff et de la plus haute moyenne de yards gagnés par retour de kickoff (41,2) sur un match. Cette performance lui permet d'être désigné meilleur joueur freshman de la semaine en conférence Big Ten, premier joueur de Purdue à obtenir cette récompense depuis Rob Henry en octobre 2010. Le total de 837 yards gagnés en retour de kickoff sur la saison par Mostert constitue la deuxième meilleur performance dans cette statistique de l'histoire de l'université. Sur sa carrière universitaire, il se classe 13e pour cette statistique de cette université.
Mostert est désigné capitaine des Boilermakers durant le camp d'entraînement 2012. Il totalise sur sa saison 16 courses pour un gain de 85 yards et un touchdown ainsi que 18 retours de kickoff pour un gain de 463 yards.
La saison suivante, il effectue 11 courses pour 37 yards ainsi que 11 retours de kickoff pour 258 yards et un touchdown inscrit à la suite d'un retour de 100 yards contre Penn State,.
En 2014, il obtient un rôle plus important au niveau du jeu au sol, effectuant 93 courses pour 529 yards et trois touchdowns, tout en effectuant 34 retours de kickoff pour un gain supplémentaire de 731 yards.
Mostert a également fait partie de l'équipe d'athlétisme de Purdue. Il a été classé par NFL.com (en) comme le joueur de football américain universitaire le plus rapide de la NCAA, seul le receveur d'Oklahoma State, Tyreek Hill, ayant réalisé un temps plus rapide sur 100 m (9,98 s). Mostert a remporté l'or au 60 mètres (6,63 s) et au 200 mètres (20,73 s) aux Championnats d'athlétisme 2014 en salle de la conférence Big Ten. Il s'est qualifié pour les championnats d'athlétisme en plein air 2014 de la Division I de la NCAA aux 100 mètres (10,15 s), 200 mètres (20,65 s) et en tant que membre de l'équipe de relais 4 × 100 mètres.

### Carrière professionnelle

#### Eagles de Philadelphie
Non sélectionné lors de la draft 2015 de la NFL, Mostert est engagé par les Eagles de Philadelphie. Bien qu'il ait effectué une préparation excellente, il est libéré le 4 septembre 2015 puis resigné pour intégrer l'équipe d'entraînement des Eagles deux jours plus tard

#### Dolphins de Miami
Le 14 septembre 2015, les Dolphins de Miami engagent Mostert. Il retourne deux coups de pied adverses sur 57 yards lors du match en 2e semaine contre les Jaguars.
Moster est ensuite libéré le 13 octobre 2015 par les Dolphins qui espèrent l'engager par la suite dans leur équipe d'entraînement.

#### Ravens de Baltimore
Mostert est cependant engagé le 14 octobre 2015 par les Ravens de Baltimore après que leur 3e running back se soit blessé au pied pour le reste de la saison. Il retourne cinq coups de pied adverses pour un gain total de 164 yards en sept matchs. Il est libéré le 15 décembre 2015.

#### Browns de Cleveland
Mostert est réclamé le 16 décembre 2015 par les Browns de Cleveland. Il es désigné titulaire au poste de kick returner pour les trois derniers matchs de la saison, retournant un total de 12 coups de pied adverses pour un gain de 309 yards
Il signe ensuite le 7 mars 2016 un contrat d'un an avec les Browns.
Le 4 septembre 2016 il est libéré par la franchise.

#### Jets de New York
Le 6 septembre 2016, Mostert est engagé par les Jets de New York dans leur équipe d'entraînement mais est libéré six jours plus tard.

#### Bears de Chicago
Le 11 septembre 2016, Mostert signe avec les Bears de Chicago pour y intégrer leur équipe d'entraînement puis intègre l'effectif principal le 21 septembre. Il participe à deux matchs au cours de la saison,. Libéré le 3 octobre, il réintègre le lendemain l'équipe d'entraînement avant d'être libéré le 24 novembre 2016.

#### 49ers de San Francisco

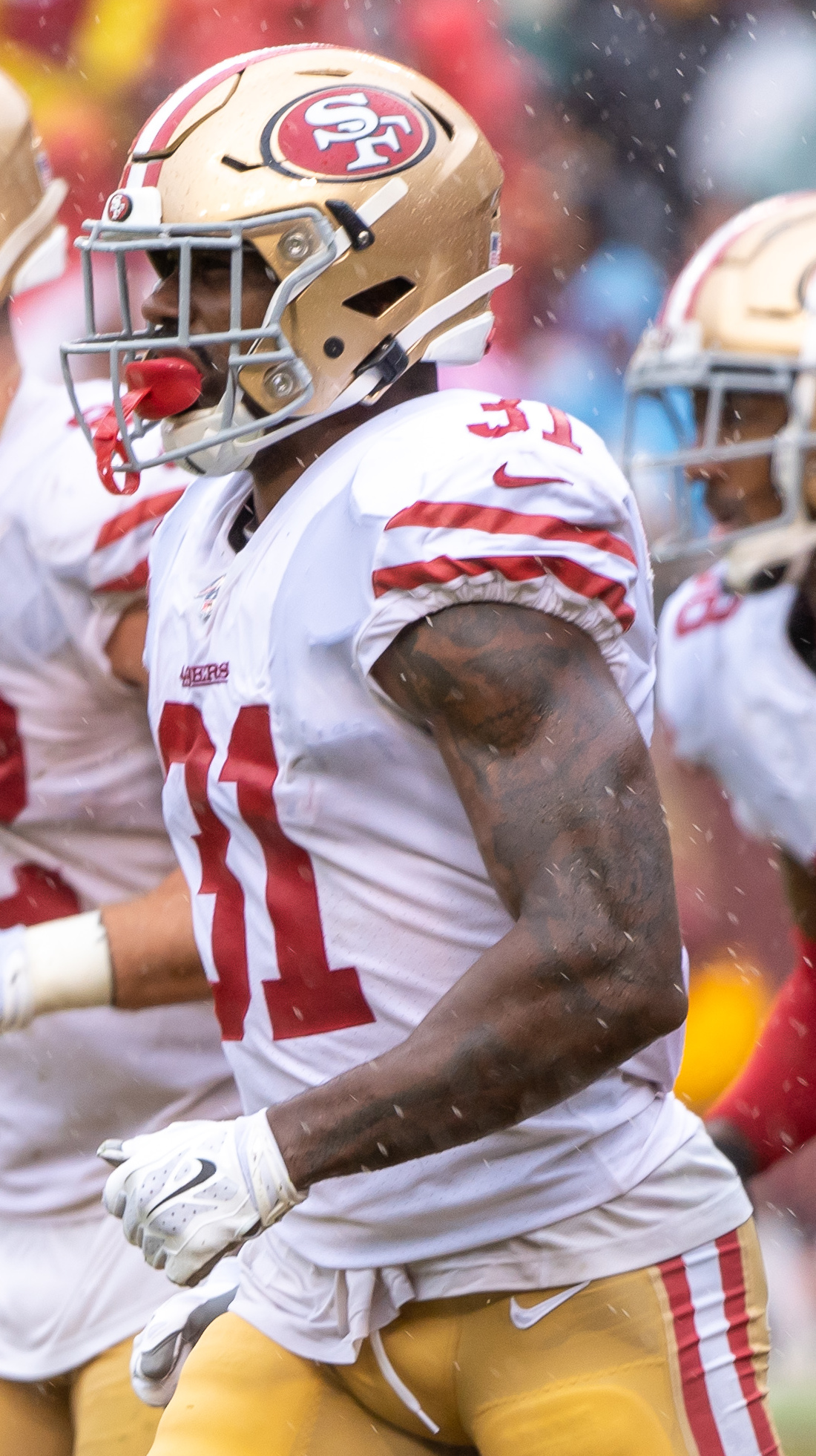
Mostert en 2019.

Le 28 novembre 2017, Mostert est engagé dans l'équipe d'entraînement des 49ers de San Francisco avant d'être promu dans l'effectif principal le 31 décembre. Il participe au dernier match de la saison régulière contre les Seahawks de Seattle et totalise sur sa saison six courses pour un gain cumulé de 68 yards.
Mostert joue sporadiquement au cours des cinq premiers matchs de la saison 2018. Il joue un rôle plus important dès le sixième match perdu 30 à 33 contre les Packers lors du Monday Night Football puisqu'il y effectue 12 courses pour un gain de 87 yards. Le match suivant, il gagne 59 yards contre les Rams. Deux semaines plus tard, lors de la victoire 34 à 3 contre les Raiders à l'occasion du Thursday Night Football, Mostert totalise 7 courses pour un gain total de 86 yards. Il y inscrit son premier touchdown professionnel à la suite d'une course de 52 yards dans le troisième quart temps avant de quitter la pelouse à la suite d'une fracture à l'avant bras, qui met un terme à sa saison. Mostert la termine avec 34 courses pour un total de 261 yards et un touchdown en plus de six réceptions pour un gain supplémentaire de 25 yards en neufs matchs joués dont aucun en tant que titulaire.
Le 15 mars 2019, Mostert signe une extension de contrat de trois ans avec les 49ers

Le 8 juillet 2020, Mostert demande à être échangé par les 49ers mais annule celle-ci après avoir obtenu un contrat restructuré le 27 juillet. Lors de la victoire 24 à 20 contre les Cardinals en ouverture de sa saison 2020, Mostert réalise 15 courses pour un gain de 56 yards ainsi que quatre réceptions pour un gain de 95 yards et un touchdown de 76 yards. Au cours du match suivant contre les Jets, il inscrit un touchdown de 80 yards à la course mais doit quitter le terrain à la suite d'une blessure encourue au cours du deuxième quart-temps,. On lui diagnostique une entorse de la cheville haute. Réactivé le 28 novembre, il est de nouveau mis sur la liste des réservistes blessés le 25 décembre. Il termine la saison 2020 avec 104 courses pour 521 yards et deux touchdowns ainsi que 156 yards et un touchdown supplémentaire en 16 réceptions.
Au cours du premier match de la saison 2021 contre les Lions, Mostert effectue deux courses pour un gain de 20 yards avant de quitter le terrain avec une apparante blessure au genou. Il est révélé plus tard qu'il présente une importante lésion du cartilage du genou. Mostert devait initialement être absent pendant au moins huit semaines, mais il a finalement été jugé que cette blessure était suffisamment grave pour mettre fin prématurément à sa saison,.

#### Dolphins de Miami
Le 17 mars 2022, Mostert signe un contrat d'un an avec les Dolphins de Miami. En 5e semaine contre les Jets, il effectue 18 courses pour un gain de 113 yards et un touchdown malgré la défaite 17 à 40. En 15e semaine lors de la défaite 29 à 32 contre les Bills, il totalise 17 courses pour un gain de 136 yards. En 18e semaine à nouveau contre les Jets, Mostert subit une fracture du pouce qui l'empeche de disputer le match de série éliminatoire contre les Bills. Sur la saison 2022, Mostert a participé à 16 matchs dont 14 en tant que titulaire, cumulant 181 courses pour un gain de 891 yards et 3 touchdowns ainsi que 31 réceptions pour 202 yards et deux touchdowns supplémentaires.
Le 15 mars 2023, Mostert signe une prolongation de contrat de deux ans pour un montant de 5,6 millions de dollars avec les Dolphins. En 3e semaine lors de la victoire 70 à 20 contre les Broncos, Mostert gagne 82 yards et inscrit trois touchdowns à la course en plus de 60 yards et un touchdown en réception. Contre les Panthers en 6e semaine (victoire 42 à 21), il gagne 115 yards à la course et 17 en réception pour un total de trois touchdowns ce qui lui vaut d'être désigné meilleur joueur offensif de la semaine en AFC. Lors du match contre les Jets en 15e semaine, il inscrit ses 19e et 20e touchdowns, établissant le record de sa franchise du plus grand nombre de touchdowns inscrits sur une saison. Meilleur marqueur de touchdowns de la saison (21 au total), il est sélectionné pour participer à son premier Pro Bowl le 3 janvier 2024. Il termine la saison 2023 avec 209 courses pour un gain total de 1 012 yards et 18 touchdowns mais également 25 réceptions pour 175 yards et trois touchdowns supplémentaires.
En 2024, il participe à 13 matchs, totalisant 85 courses pour un gain total de 278 yards et deux touchdowns ainsi que 19 réceptions pour un gain supplémentaire de 161 yards.
Il est libéré le 14 février 2025.

#### Raiders de Las Vegas
Le 13 mars 2025, Mostert signe un contrat d'un an pour un montant de 2,1 millions de dollars avec les Raiders de Las Vegas.

## Statistiques
| Année      | Équipe                 | MJ  |                 | Courses         | Courses         | Courses         | Courses         |                 | Passes réceptionnées | Passes réceptionnées | Passes réceptionnées | Passes réceptionnées |  | Fumbles | Fumbles |
| Année      | Équipe                 | MJ  | Nb.             | Yards           | Moy.            | TD              | Nb.             | Yards           | Moy.                 | TD                   | Nb.                  | Perdus               |  |         |         |
| 2015       | Dolphins de Miami      | 01  | -               | -               | -               | -               | -               | -               | -                    | -                    | 0                    | 0                    |  |         |         |
| 2015       | Ravens de Baltimore    | 07  | -               | -               | -               | -               | -               | -               | -                    | -                    | 0                    | 0                    |  |         |         |
| 2015       | Browns de Cleveland    | 03  | -               | -               | -               | -               | -               | -               | -                    | -                    | 1                    | 1                    |  |         |         |
| 2016       | Bears de Chicago       | 02  | -               | -               | -               | -               | -               | -               | -                    | -                    | 0                    | 0                    |  |         |         |
| 2016       | 49ers de San Francisco | 01  | 01              | 0 6             | 06,0            | 0               | -               | -               | -                    | -                    | 0                    | 0                    |  |         |         |
| 2017       | 49ers de San Francisco | 11  | 06              | 0 30            | 05,0            | 0               | -               | -               | -                    | -                    | 1                    | 1                    |  |         |         |
| 2018       | 49ers de San Francisco | 09  | 034             | 0 261           | 07,7            | 01              | 06              | 025             | 04,2                 | 0                    | 1                    | 1                    |  |         |         |
| 2019       | 49ers de San Francisco | 16  | 137             | 0 772           | 05,6            | 08              | 14              | 180             | 12,9                 | 2                    | 2                    | 2                    |  |         |         |
| 2020       | 49ers de San Francisco | 08  | 104             | 0 521           | 05,0            | 02              | 16              | 156             | 09,8                 | 1                    | 1                    | 1                    |  |         |         |
| 2021       | 49ers de San Francisco | 01  | 02              | 0 20            | 10,0            | 0               | -               | -               | -                    | -                    | 0                    | 0                    |  |         |         |
| 2022       | Dolphins de Miami      | 16  | 181             | 0 891           | 04,9            | 03              | 31              | 202             | 06,5                 | 2                    | 1                    | 1                    |  |         |         |
| 2023       | Dolphins de Miami      | 15  | 209             | 1 012           | 04,8            | 18              | 25              | 175             | 07,0                 | 3                    | 4                    | 1                    |  |         |         |
| 2024       | Dolphins de Miami      | 13  | 085             | 0 278           | 03,3            | 02              | 19              | 161             | 08,5                 | 0                    | 2                    | 2                    |  |         |         |
| 2025       | Raiders de Las Vegas   | ?   | Saison en cours | Saison en cours | Saison en cours | Saison en cours | Saison en cours | Saison en cours | Saison en cours      | Saison en cours      | ?                    | ?                    |  |         |         |
| Totaux NFL | Totaux NFL             | 103 | 759             | 3 791           | 5,0             | 34              | 111             | 899             | 8,1                  | 8                    | 13                   | 10                   |  |         |         |

| Année      | Équipe                 | MJ |     | Courses | Courses | Courses | Courses |       | Passes réceptionnées | Passes réceptionnées | Passes réceptionnées | Passes réceptionnées |  | Fumbles | Fumbles |
| Année      | Équipe                 | MJ | Nb. | Yards   | Moy.    | TD      | Nb.     | Yards | Moy.                 | TD                   | Nb.                  | Perdus               |  |         |         |
| 2019       | 49ers de San Francisco | 3  | 53  | 336     | 6,3     | 5       | 3       | 8     | 02,7                 | 0                    | 0                    | 0                    |  |         |         |
| 2023       | Dolphins de Miami      | 1  | 08  | 033     | 4,1     | 0       | 1       | -3    | -3,0                 | 0                    | 0                    | 0                    |  |         |         |
| Totaux NFL | Totaux NFL             | 4  | 61  | 369     | 6,0     | 5       | 4       | 5     | 1,3                  | 0                    | 0                    | 0                    |  |         |         |